# Pedro Caselles Beltrán
Pedro Caselles Beltrán (Tomiño, Pontevedra, España, 10 de marzo de 1937) es un funcionario y gestor educativo, especialista en enseñanza, que ocupó los cargos de subdirector general de Centros no Estatales de la Dirección General de Educación Básica (1976-1977) y de director general de Educación Básica (1977-1982). Fue  además de Director del Centro de Investigación y Documentación Educativa (1996-1998) y consejero de Educación y Ciencia de las Embajadas de España en la Argentina, Chile, Paraguay y Uruguay (1998-2004).

## Biografía
Nacido en Tomiño, Pontevedra, el 10 de marzo de 1937, Pedro Caselles obtuvo el título de maestro de Enseñanza Primaria por la Escuela de Magisterio de Lugo en 1956 y la licenciatura en Filosofía y Letras (especialidad en Pedagógica) por la Universidad Complutense de Madrid en 1961, defendiendo su Tesis de Licenciatura en 1962. Ese mismo año fue nombrado Jefe del Departamento de Educación en Nutrición del Servicio Escolar de Alimentación en la provincia de Lugo, cargo que ocupó hasta 1965, cuando ganó la oposición a Inspector de Enseñanza Primaria y pasó a desempeñar el cargo de Inspector Comarcal de Viveiro (Lugo).
Entre 1969 y 1970 es inspector Provincial de Enseñanza Primaria en Lugo y posteriormente ocupa los cargos de delegado provincial del Ministerio de Educación en Lugo (1970-1972), Cádiz (1973-1975) y La Coruña (1975-1976).
En 1976 es nombrado subdirector General de Centros no Estatales de la Dirección General de Educación Básica del MEC en el primer gobierno democrático, con el ministro Aurelio Menéndez Menéndez.  
En octubre de 1977 es nombrado director general de Educación Básica, cargo que ocupó durante los siguientes cinco años, trabajando en colaboración con los Ministros Iñigo Cavero Lataillade, José Manuel Otero Novas, Juan Antonio Ortega y Díaz-Ambrona y Federico Mayor Zaragoza. Durante su etapa como director general se puso en marcha el Centro Nacional de Educación Básica a Distancia.
Entre 1982 y 1983 es inspector de Educación en Comisión de Servicios en la Dirección Provincial del MEC en Madrid. 
Posteriormente ejerce como inspector de Educación en Valencia (1983-1986), Guadalajara (1986-1989)  y Madrid (1989).
Entre 1990 y 1991 Consejero Técnico de Educación del Ayuntamiento de Madrid y miembro del Patronato del Centro de Investigación y Documentación Pedagógicas (CEMIP).
Fue además director del Centro de Investigación y Documentación Educativa (CIDE) dependiente del Ministerio de Educación y Ciencia (1996-1998)  y ejerció como consejero de Educación y Ciencia de las embajadas de España en la Argentina, Chile, Paraguay y Uruguay entre 1998 y 2004, hasta su jubilación.
Un colegio público de Tomiño, su localidad natal, lleva su nombre.

## Libros
- Carlos Arribas Alonso, Jesús López Román, María Teresa López del Castillo, Pedro Caselles Beltrán. Terminología gramatical. Para su empleo en la educación general básica. Ed. Dirección General de Educación Básica, 1981 ISBN978-84-369-0852-7.